# Харди, Райан
Райан Харди (англ. Ryan Hardie; род. 17 марта 1997, Странраер, Дамфрис-энд-Галловей) — шотландский футболист, нападающий клуба «Рексем».

## Клубная карьера
Уроженец Странрара, Райан Харди с детства болел за клуб «Рейнджерс» из Глазго. В 2010 году начал выступать за команду юношеской академии «Рейнджерс». 23 сентября 2014 года дебютировал в основном составе клуба в матче Кубка шотландской лиги против «Фалкирк». 28 марта 2015 года дебютировал за «Рейнджерс» в лиге в матче Чемпионшипа против клуба «Кауденбит». 18 апреля 2015 года Харди впервые вышел в стартовом составе своей команды в матче Чемпионшипа против клуба «Дамбартон». На 10-й минуте матча он забил первый в своей профессиональной карьере гол, а на 48-й минуте забил второй гол ударом через себя в падении после кросса Ли Уоллеса.
В феврале 2016 года отправился в аренду в клуб «Рэйт Роверс». Сыграл за клуб 12 матчей и забил 6 мячей.
В июле 2016 года отправился в аренду в клуб «Сент-Миррен». Сыграл за клуб 17 матчей и забил 3 мяча.
В январе 2017 вновь отправился в аренду в «Рэйт Роверс» до мая 2017 года. Во время аренды провёл за команду 22 матча и забил 8 мячей.
В январе 2018 года отправился в аренду в «Ливингстон».
18 января 2019 года продлил свой контракт с «Рейнджерс» на год и вернулся в аренду в «Ливингстон» до окончания сезона 2018/19.
В июле 2019 года Харди перешел в «Блэкпул» за нераскрытую плату.. 3 сентября он забил свой первый гол за новый клуб в матче Трофея Английской футбольной лиги против «Моркама». 9 января 2020 года на оставшуюся часть сезона 2019/2020 был отдан в аренду в «Плимут Аргайл». 29 июля он вернулся в «Плимут» по новой аренде до конца сезона 2020/21. 29 января 2021 года, в середине своей второй аренды, Харди стал полноценным игроком клуба. 25 мая 2023 года Харди подписал новый трехлетний контракт с «Плимутом Аргайл» после того, как завершил сезон в качестве лучшего бомбардира клуба с 17 голами. 5 августа 2023 года Харди забил свой 50-й гол за клуб, сыгроав 164 матча.

## Карьера в сборной
Харди выступал за юношеские и молодёжные сборные Шотландии разных возрастов, начиная со сборной до 16 лет и заканчивая сборной до 21 года.

## Достижения

### «Плимут Аргайл»
- Лиги 1: 2022/23
- Финалист Трофея Английской футбольной лиги: 2022/23